# بخش مرکزی شهرستان فاریاب
بخش مرکزی، یکی از بخش‌های شهرستان فاریاب در استان کرمان ایران است. مرکز این بخش، شهر فاریاب است.

## تقسیمات کشوری
- بخش مرکزی شهرستان فاریاب
  - دهستان مهروئیه
  - دهستان گلاشکرد

شهر: فاریاب

## جمعیت
بر پایه سرشماری عمومی نفوس و مسکن در سال ۱۳۹۵، جمعیت بخش مرکزی شهرستان فاریاب برابر با ۱۶٬۹۵۲ نفر بوده‌است.